# Franjevačka klasična gimnazija u Sinju
Franjevačka klasična gimnazija u Sinju jedna je od nastarijih srednjoškolskih obrazovnih ustanova u Dalmaciji i prva u Dalmaciji s hrvatskim nastavnim jezikom. U vlasništvu je Franjevačke provincije Presvetog Otkupitelja - Split.

## Povijest
Franjevačka provincija Presvetog Otkupitelja sa sjedištem u Splitu organizirala je školovanje franjevačkih kandidata na raznim razinama u samostanskim školama diljem Provincije. Godine 1838. Provincija ujedinjene postojeće samostanske škole u Domaće učilište Franjevačke provincije Presvetog Otkupitelja organizirano u tri stupnja, odnosno u tri samostana: Zaostrog, Knin i Sinj. 
Godine 1854. to učilište počinje s radom cjelovito u Sinju pod nazivom Javno više hervatsko gimnazije u Sinju pod upravom oo. franjevaca Presvetog Otkupitelja i kreće s nastavnim programom na hrvatskom jeziku. Time postaje prvom hrvatskom gimnazijom u Dalmaciji.
Gimnazija je poslije nekoliko puta dobivala i gubila pravo javnosti, zbog raznih političkih vjetrova i nesklonosti raznih vlasti, razapeta između ograničenih mogućnosti i strogih propisa svake države u kojoj je djelovala, a često i pretjeranih zahtjeva, nekad usmjerenih otežavanju ili čak ukidanju rada Gimnazije. Provincija od Gimnazije usprkos svim poteškoćama ne odustaje i svim je slama nastoji unaprijediti. Tako 1908. gradi za Gimnaziju novu velebnu zgradu na Alkarskom trkalištu i školuje profesore za Gimnaziju na domaćim i inozemnim sveučilištima.
Nakon djelomičnog, Gimnazija 1939. (ponovno) postiže i cjelovito pravo javnosti pod pravim imenom Franjevačka klasična gimnazija u Sinju s pravom javnosti.

## Ime Gimnazije
Gimnazija je franjevačka jer joj je utemeljitelj i vlasnik Franjevačka provincija Presvetog Otkupitelja sa sjedištem u Splitu; jer se u njoj s drugim učenicima školuju i franjevački kandidati (sjemeništarci) i jer se u njoj, osim temeljne naobrazbe i odgovornosti prema svome narodu i domovini, njeguje još i kršćanski svjetonazor, otvorenost prema svakome čovjeku i zauzetost za svako Božje stvorenje po uzoru na sv. Franju Asiškog, koji je utemeljio Franjevački red.
Gimnazija u svome imenu nosi dodatak s pravom javnosti jer je po zakonu ovlaštena da svojim učenicima izdaje svjedodžbe koje su ravnopravne sa svjedodžbama drugih gimnazija u Republici Hrvatskoj.
Gimnazija se zove klasična jer je gotovo cijelu svoju povijest, sve do prije nekoliko godina imala klasični program izobrazbe, u kojem se posebno njeguje antička grčka i rimska kultura, grčki i latinski jezik i klasična antička književnost. 

## Nastava
Gimnazija trenutno održava nastavu za dva gimnazijska usmjerenja odnosno programa:
- Klasični smjer
- Jezični smjer

Satnica predmeta je prema sljedećoj tablici:
| Nastavni predmet        | Klasična gimnazija | Klasična gimnazija | Klasična gimnazija | Klasična gimnazija | Jezična gimnazija | Jezična gimnazija | Jezična gimnazija | Jezična gimnazija |
| Nastavni predmet        | I.                 | II.                | III.               | IV.                | I.                | II.               | III.              | IV.               |
| ----------------------- | ------------------ | ------------------ | ------------------ | ------------------ | ----------------- | ----------------- | ----------------- | ----------------- |
| Hrvatski jezik          | 4                  | 4                  | 4                  | 4                  | 4                 | 4                 | 4                 | 4                 |
| Engleski jezik          | 3                  | 3                  | 3                  | 3                  | 4                 | 4                 | 4                 | 4                 |
| Njemački jezik          | #                  | #                  | #                  | #                  | 4                 | 3                 | 3                 | 3                 |
| Latinski jezik          | 3                  | 3                  | 3                  | 3                  | 2                 | 2                 | #                 | #                 |
| Grčki jezik             | 3                  | 3                  | 3                  | 3                  | #                 | #                 | #                 | #                 |
| Likovna umjetnost       | 1                  | 1                  | 1                  | 1                  | 1                 | 1                 | 1                 | 1                 |
| Glazbena umjetnost      | 1                  | 1                  | 1                  | 1                  | 1                 | 1                 | 1                 | 1                 |
| Psihologija             | #                  | #                  | 1                  | #                  | #                 | #                 | 2                 | #                 |
| Logika                  | #                  | #                  | 1                  | #                  | #                 | #                 | 1                 | #                 |
| Filozofija              | #                  | #                  | #                  | 2                  | #                 | #                 | #                 | 2                 |
| Sociologija             | #                  | #                  | 2                  | #                  | #                 | #                 | 2                 | #                 |
| Povijest                | 2                  | 2                  | 2                  | 2                  | 2                 | 2                 | 2                 | 2                 |
| Geografija              | 2                  | 2                  | 1                  | 2                  | 2                 | 2                 | 1                 | 2                 |
| Matematika              | 4                  | 4                  | 3                  | 3                  | 3                 | 3                 | 3                 | 3                 |
| Fizika                  | 2                  | 2                  | 2                  | 2                  | 2                 | 2                 | 2                 | 2                 |
| Kemija                  | 2                  | 2                  | 2                  | 2                  | 2                 | 2                 | 2                 | 2                 |
| Biologija               | 2                  | 2                  | 2                  | 2                  | 2                 | 2                 | 2                 | 2                 |
| Informatika             | #                  | 2                  | #                  | #                  | #                 | 2                 | #                 | #                 |
| Politika i gosp.        | #                  | #                  | #                  | 1                  | #                 | #                 | #                 | 1                 |
| TZK                     | 2                  | 2                  | 2                  | 2                  | 2                 | 2                 | 2                 | 2                 |
| Vjeronauk               | 2                  | 1                  | 1                  | 1                  | 2                 | 1                 | 1                 | 1                 |
| UKUPNO                  | 34                 | 35                 | 35                 | 35                 | 34                | 34                | 34                | 33                |
| Njemački jezik (fak.)   | #                  | #                  | 2                  | 2                  | #                 | #                 | #                 | #                 |
| Talijanski jezik (fak.) | #                  | #                  | 2                  | 2                  | #                 | #                 | 2                 | 2                 |

## Djelatnici
Djelatnici su Gimnazije profesori koji su diplomu stekli na nekom od hrvatskih ili stranih sveučilišta. Dio njih su civili, a dio su svećenici franjevci. Dio profesora su i sveučilišni profesori, a dio ih ima magisterij ili doktorat. 

## Oprema
Nastava se održava u dobro opremljenoj zgradi izgrađenoj 1908. godine. Uz osnovnu nužnu opremu, škola je opremljena s mnoštvom zemljopisnih karata, gipsanim umanjenim odljevima najpoznatijih hrvatskih spomenika iz hrvatske rane povijesti, novom športskom dvoranom sa svim športskim pomagalima, a posljednji su opremljeni novi razred i kabinet za biologiju te razred i kabinet za fiziku i kemiju, s najnovijim uzorcima, instrumentima, kemikalijama, mikroskopima, računalima i projektorima.Od 2017. godine Gimnazija je opremljena suvremenom učionicom informatike i stranih jezika.

## Natjecanja
Učenici Gimnazije redovito sudjeluju na natjecanjima, i nerijetko imaju zapažene uspjehe, od općinske pa do državne razine, a neki su učenici sudjelovali i pobjeđivali i na međunarodnim natjecanjima te predstavljali Gimnaziju i Hrvatsku u drugim državama. Posebno se ističu natjecanja u klasičnim jezicima, matematici, zemljopisu i dr. 
Učenici Gimnazije također sudjeluju u nizu sportskih natjecanja, športskim susretima katoličkih škola, a često pobjeđuju i na gradskim crossevima i sl.

## Bivši učenici i/ili profesori
Iznimno duga tradicija i nepokolebljiv duh odgoja i obrazovanja u Franjevačkoj klasičnoj gimnaziji iznjedrio je niz poznatih imena hrvatskog društvenog, političkog i duhovnog života, znanosti i umjetnosti. Neki su od njih:
- fra Ivan Despot, hrvatski književnik
- fra Ante Konstantin Matas, preporoditelj
- dr. sc. fra Josip Olujić, paleontolog
- fra Ante Antić, svećenik za kojeg se vodi proces proglašenja blaženim
- dr. sc. fra Jeronim Šetka, znanstvenik i pisac
- akademik Dušan Bilandžić, povjesničar
- prof. dr. sc. Anđelko Mijatović, povjesničar
- fra Josip Ante Soldo, prof., povjesničar
- fra Gabrijel Hrvatin Jurišić, prof., klasični filolog i hagiograf
- Tihomil Rađa, dipl. iur., političar, novinar, intelektualac, istaknuti hrvatski domoljub
- fra Ante Crnica, prof., bogoslov, stručnjak za crkveno i civilno pravo
- Mile Mamić, hrv. jezikoslovac
- dr. Božo Petrov, hrvatski političar i psihijatar[2]

## Poveznice
- Franjevačka provincija Presvetog Otkupitelja
- Franjevački red
- Andrija Kačić Miošić
- Andrija Dorotić

## Vanjske poveznice
Mrežna mjesta
- Službene stranice Franjevačke klasične gimnazije u Sinju s pravom javnosti
- Službene stranice Franjevačke provincije Presvetog Otkupitelja
- Život Tihomila Rađe  Arhivirana inačica izvorne stranice od 30. prosinca 2012. (Wayback Machine)